# Provinzial-Heil und Pflegeanstalt Plagwitz am Bober

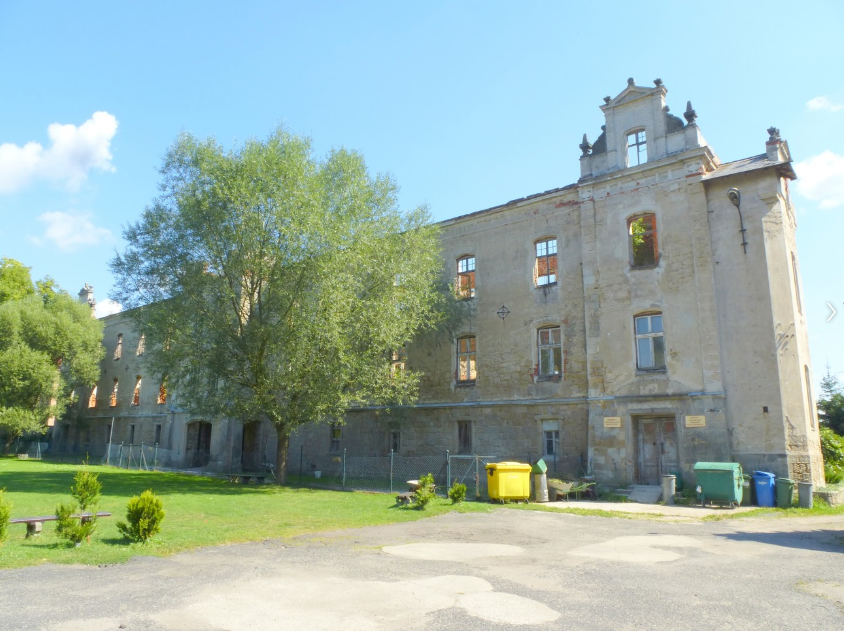
Provinzial-Heil und Pflegeanstalt Plagwitz am Bober

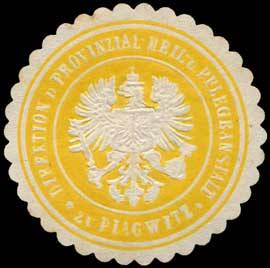
Siegelmarke

Die Provinzial-Heil und Pflegeanstalt Plagwitz am Bober befand sich in Plagwitz am Bober (Stadtteil von Löwenberg), Niederschlesien.
Sie bestand seit Juli 1824 und war im Plagwitzer Schloss eingerichtet worden. Sie diente zunächst zur Unterbringung von körperlich Kranken, ab 1829 dann als Irrenanstalt. Sie wurde 1864 aufgelöst, aber 1869 wiedereröffnet und durch weitere Gebäude ergänzt. Eine zweite Kolonie im Ort entstand am Grüttnergut. Von 1876 bis 1881 war Ewald Hecker Leiter der Anstalt.
Schloss Plagwitz ist heute noch erhalten. 1945 wurde es kurzfristig Kinderheim für Kriegswaisen (Wolfskind (Zweiter Weltkrieg)). Es stand nach dem Zweiten Weltkrieg lange leer. November 1992 erwarb die Baptisten-Kirche das Schloss. Sie organisiert hierin Entzugs- und Reha-Seminare.